# کریوفوروس

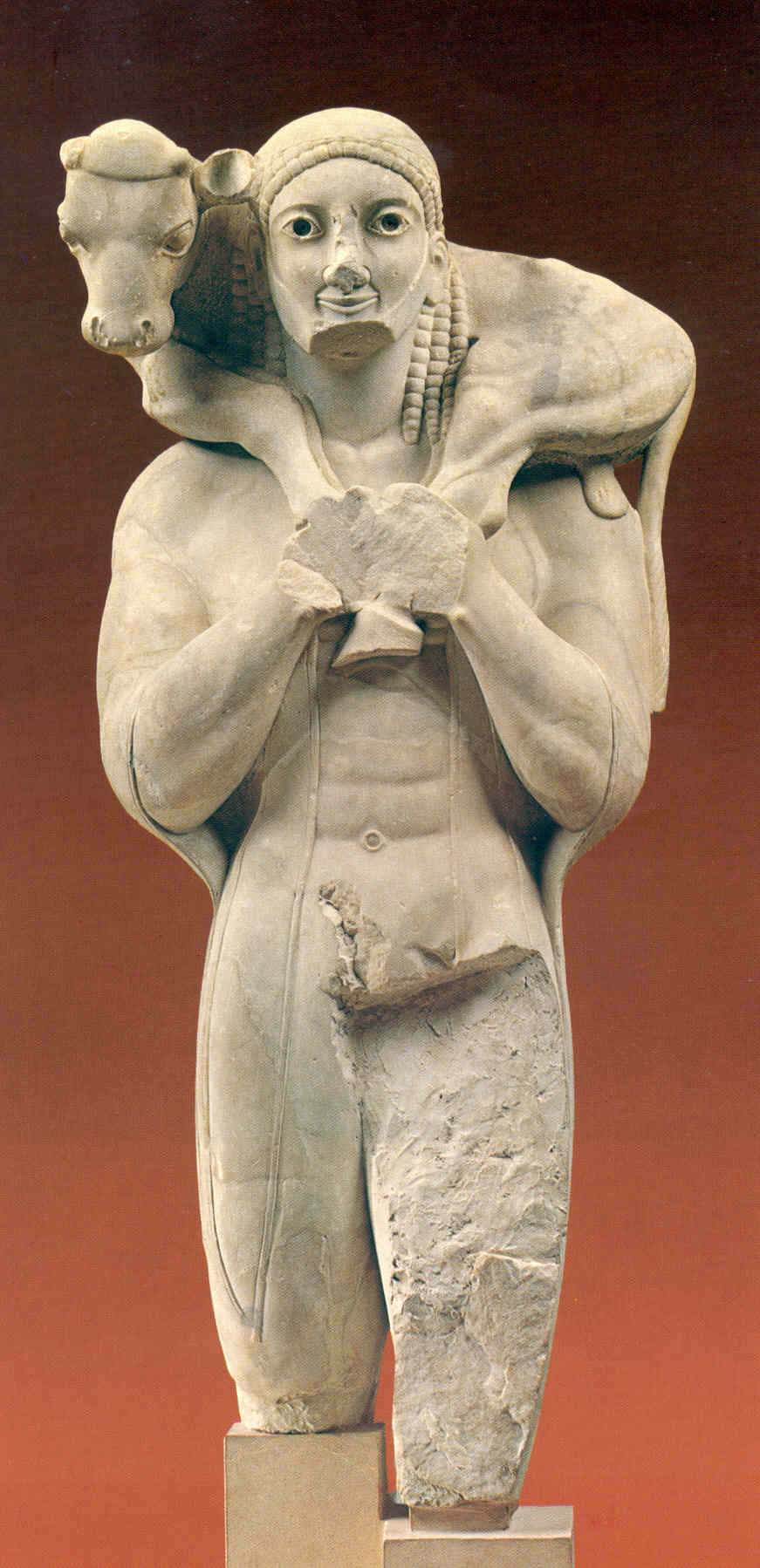
موسخوفوروس در آکروپولیس از ۵۶۰ پ.م.

در دین یونان باستان، کریوفوروس (به یونانی: κριοφόρος) به معنای «حامل قوچ»، تندیسی از هرمس است که یادآور قربانی آیینی یک قوچ است؛ از این رو، یکی از صفات این خدا، هرمس کریوفوروس است.

## قصّه
در شهر تاناگرای بئوسیایی، پوزانیاس یک اسطوره محلی را روایت می‌کند که به این خدا اعتبار می‌دهد که شهر را در زمان طاعون نجات داده است، با حمل یک قوچ بر دوش خود در حین چرخیدن به دور دیوارهای شهر:
زیارتگاه‌هایی از هرمس کریوفوروس و هرمس ملقب به پروماخوس وجود دارد. آن‌ها نام اول را با داستانی توضیح می‌دهند که هرمس با حمل یک قوچ به دور دیوارها، طاعون را از شهر دور کرد؛ برای بزرگداشت این رویداد، کالامیس تندیسی از هرمس در حال حمل قوچ بر شانه‌هایش ساخت. هر یک از جوانانی که زیباترین تشخیص داده شود، در جشن هرمس، یک بره را بر شانه‌های خود حمل کرده و به دور دیوارها می‌چرخد.
این اسطوره ممکن است توضیحی عِلّی برای یک رسم آیینی ارائه دهد که برای دفع میاسما (آلودگی آیینی که بیماری به همراه داشت) انجام می‌شد، یک عمل کفاره‌ای که ریشه‌های باستانی آن گم شده بود اما در این نقش‌مایه نمادین متصلب شده بود. بازتاب‌هایی از تندیس از دست رفته هرمس کریوفوروس اثر کالامیس ممکن است بر روی سکه‌های رومی شهر قابل تشخیص باشد.
در مسنیا، در باغ مقدس کارنازوس، پوزانیاس اشاره کرد که آپولون کارنئیوس و هرمس کریوفوروس یک آیین مشترک داشتند، و حاملان قوچ (کریوفوروی) در مراسم آغازین مردانه شرکت می‌کردند.
توصیفی از پوزانیاس در مورد یک کریوفوروس که توسط مجسمه‌ساز اوناتاس در المپیا تقدیم شده است، توسط خوزه دوریگ با یک مجسمه برنزی باقی‌مانده به ارتفاع ۸٫۶ سانتی‌متر در کابینه مدای پاریس مقایسه شده است، به عنوان مبنایی برای بازسازی سبک سخت این مجسمه‌ساز.
همه مجسمه‌های یونان باستان از قربانی‌کنندگان با هدیه‌ای بر شانه‌هایشان، بره‌های جوان را حمل نمی‌کنند. موسکوفوروس مرمرین تقریباً هم‌اندازه با واقعیت ("حامل گوساله") مربوط به حدود ۵۷۰ سال قبل از میلاد، که در سال ۱۸۶۴ در آکروپولیس آتن یافت شد، با نام "رومبوس" حکاکی شده است، که ظاهراً اهداکننده بوده و قربانی خود را بدین طریق گرامی داشته است. حیوان قربانی در این مورد یک گاو نر جوان است، اما ژست نمادین، با حیوان جوان بر روی شانه‌های قربانی‌کننده، که با دست‌ها و پاهای عقب محکم در دست قربانی‌کننده گرفته شده است، همانند بسیاری از کریوفوروی است. این مشهورترین مجسمه کریوفوروس است و در موزه آکروپولیس به نمایش گذاشته شده است.
لوئیس آر. فارنل، این هرمس کریوفوروس را در آرکادیا در اولویت قرار داد:
از آنجایی که آرکادیا از دیرباز مرتع بزرگ یونان بوده است، احتمالاً ابتدایی‌ترین شخصیتی که هرمس در آن ظاهر شد و هرگز رهایش نکرد، شخصیتی شبانی بود. او پروردگار گله‌هاست، اپی‌ملیوس و کریوفوروس، که آن‌ها را به سوی آب‌های شیرین هدایت می‌کند، و قوچ یا بره خسته را بر شانه‌هایش حمل می‌کند، و با عصای چوپان، کریکیون، به آن‌ها کمک می‌کند.
شکل کریوفوروس یک چوپان در حال حمل بره، صرفاً به عنوان یک صحنه شبانی، به یک تندیس رایج در مجموعه تصاویری تبدیل شد که ماه‌ها یا فصول را نشان می‌دادند، به‌طور مشخص مارس یا آوریل.

## کریوفوروی و «شبان نیکو»
مجسمه‌های رومی مستقل از قرن چهارم میلادی، و حتی قرن سوم، گاهی به عنوان «مسیح، شبان نیکو» شناخته می‌شوند، که بخش مربوطه در انجیل یوحنا، و همچنین اثر ادبی مسیحی قرن دوم به نام «شبان هرماس» را به تصویر می‌کشند. در هنر دو بعدی، هرمس کریوفوروس به یسوع در حال حمل بره و راه رفتن در میان گوسفندانش تبدیل شد: «بنابراین ما فیلسوفانی را می‌بینیم که طومار در دست دارند یا هرمس کریوفوروس را که می‌توانند به یسوع در حال اعطای شریعت (Traditio Legis) و چوپان نیک تبدیل شوند.» چوپان نیک یک نقش‌مایه رایج از دخمه‌های روم و در نقوش برجسته تابوت‌ها است، جایی که نمادگرایی مسیحی و بت‌پرست اغلب با هم ترکیب می‌شوند و تشخیص دقیق را دشوار می‌کنند. این مضمون در نقاشی‌های دیواری غسل‌خانه کلیسای دورا-اوروپوس، یک کلیسای خانگی در دورا-اوروپوس قبل از ۲۵۶ پس از میلاد، و شناخته‌شده‌تر در موزائیک‌های مسیحی قرن ششم، مانند آرامگاه گالا پلاچیدیا در راونا، ظاهر می‌شود، و یک مجسمه مستقل معروف، که گفته می‌شود حدود ۳۰۰ پس از میلاد و برای یک مسیحی ساخته شده است، در موزه‌های واتیکان وجود دارد.
هر کریوفوروس، حتی در دوران مسیحیت، یسوع، چوپان نیک نیست. یک چوپان کریوفوروس، در حال فرار با گله خود از حمله گرگ، به عنوان یک شخصیت صرفاً شبانی در موزائیک‌های کف قرن چهارم و پنجم یک ستون‌نما در کاخ بزرگ قسطنطنیه تفسیر شد. با این وجود، «چوپان باید رایج‌ترین تصویری بوده باشد که در اماکن عبادی [مسیحی] قبل از کنستانتین یافت می‌شد»، به عنوان رایج‌ترین تصویر نمادین از یسوع که در طول آزار و اذیت مسیحیان تحت امپراتوری روم مورد استفاده قرار می‌گرفت، زمانی که هنر مسیحی اولیه لزوماً مخفیانه و مبهم بود. تا قرن پنجم، تعداد نسبتاً کمی از تصاویر، هیچ شکی در مورد هویت چوپان، مانند راونا، باقی نمی‌گذارند.